# Cycle thermochimique pour la production de froid

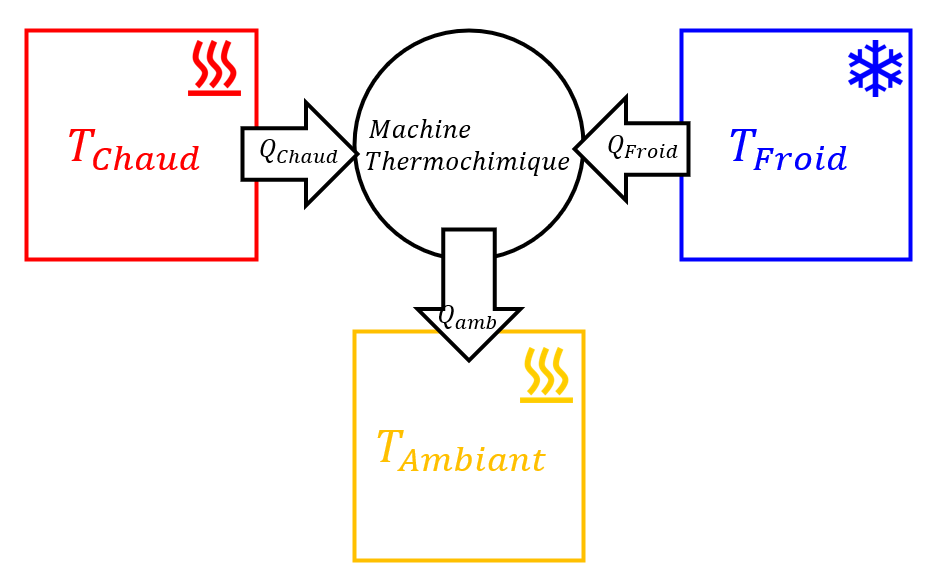
Schéma de principe d'une machine thermochimique. On y observe les sources thermiques interagissant avec la machine et le sens du flux de chaleur

Les cycles thermochimiques à production de froid sont des cycles thermochimiques dont l'objectif est de produire du froid (réfrigération pour la conservation d'aliment ou de produits médicaux, climatisation ou rafraichissement des bâtiments...) en utilisant de la chaleur pour activer la cycle. 
C'est une machine thermodynamique tri-therme qui échange de la chaleur avec deux sources, la source froide (volume à refroidir), et la source chaude (énergie d'activation du cycle) et qui rejette de la chaleur dans un puits de chaleur à température intermédiaire qui est généralement le milieu ambiant. Un réacteur thermochimique est utilisé pour mettre en jeu les échanges solide-gaz.
Grâce à leur fonctionnement principalement discontinu, les procédés thermochimiques intègrent intrinsèquement une fonction de stockage d'énergie sous forme d'un potentiel chimique.

## Description d'un cycle thermochimique
Un grand nombre de machines thermochimiques s'appuient sur des cycles différents. Ils se fondent sur les mêmes principes physiques mais leurs caractéristiques techniques peuvent beaucoup varier en fonction des transformations à mettre en jeu.

### Cycle thermochimique à lit fixe et refroidissement par évaporation d'ammoniac
Ici, nous détaillons le fonctionnement d'une machine thermochimique s'appuyant sur un réacteur à lit fixe, un condenseur, un réservoir, un détendeur et un évaporateur. Cette machine utilise un couple ammoniac/sel réactif. On étudie le cycle de transformations subies par le fluide au sein de cette machine.

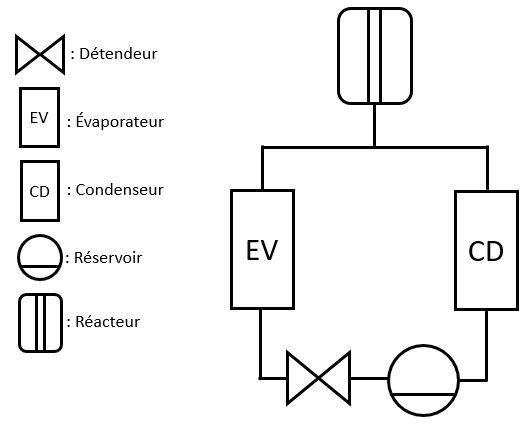
Schéma des organes composant la machine thermochimique étudiée. On gardera la légende des composants pour les figures suivantes

Premièrement, ce cycle a lieu en quatre étapes séparées dans le temps. Chacune de ces étapes est dictée par la transformation qui a lieu dans le réacteur :

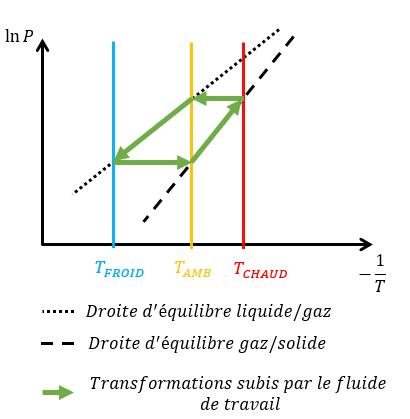
Diagramme de Clapeyron illustrant de manière simplifiée les transformations subies par le fluide au cours du cycle.

- chauffe du réacteur avec pressurisation par une décomposition isochore ;
- décomposition isobare à haute pression (phase de charge) ;
- refroidissement du réacteur avec baisse de la pression par une synthèse isochore ;
- synthèse isobare à basse pression (phase de décharge).

Pour passer d'une étape à l'autre, il faut ouvrir et fermer des vannes afin de connecter différents organes.
Deuxièmement, il est important de garder en tête l'objectif de tout ce cycle. Ce cycle vise à produire du froid. La transformation qui permet la production de froid est l'évaporation basse pression du fluide réactif. Ainsi, tout le but de notre cycle est de créer les conditions thermodynamiques pour générer une évaporation à basse pression. Les autres transformations sont agencées dans cet unique objectif.
Un dernier point à noter est que ce cycle a lieu en trois phases mais n'est tout de même qu'un seul et unique cycle. Il faut donc l'étudier dans son ensemble pour le comprendre.
On peut maintenant lister les transformations qui ont lieu au cours du cycle en séparant les étapes.

#### Étape 1: charge avec production et stockage d'ammoniac liquide

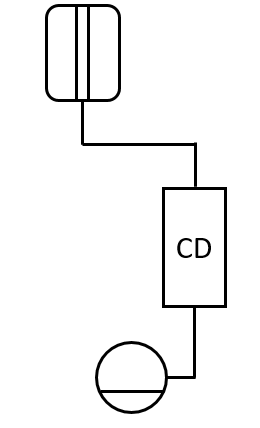
Organe utilisé lors de l'étape 1[2].
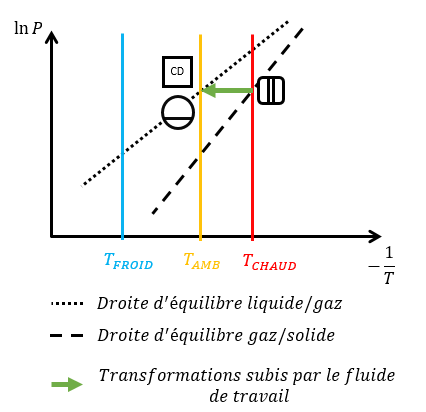
Transformation subie par le fluide de travail durant l'étape 1[5].

- Décomposition haute pression dans le réacteur en contact avec la source chaude.
- Condensation haute pression à température ambiante dans le condenseur en contact avec la température ambiante.
- Stockage de l'ammoniac liquide dans le réservoir.

Au départ, le sel est chargé en ammoniac et le réservoir est vide.
Au cours du temps, on décompose le solide {\displaystyle {\ce {S1}}} en chauffant le réacteur. Les molécules d'ammoniac libérées se dirigent alors vers le condenseur, où elles se liquéfient à la suite du refroidissement à température ambiante. Elles s'écoulent ensuite dans le réservoir de stockage.
À la fin, le sel contenu dans le réacteur est décomposé tandis que le réservoir est plein.

#### Étape 2: décharge avec production de froid

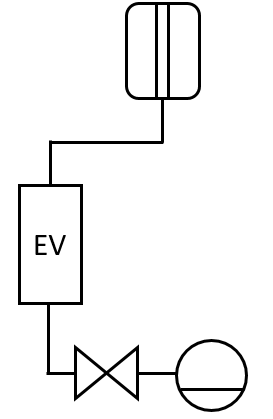
Organe utilisé lors de l'étape 2
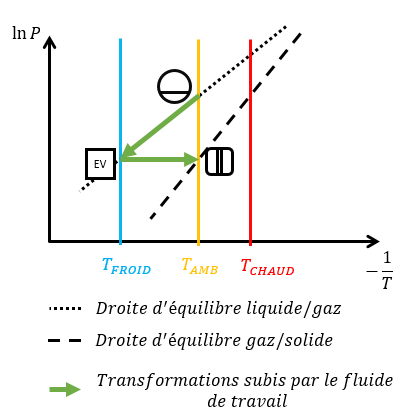
Transformation subie par le fluide de travail durant l'étape 2

- Détente dans un détendeur.
- Évaporation basse pression dans un évaporateur en contact avec l'enceinte à refroidir.
- Synthèse basse pression dans le réacteur en contact avec la température ambiante.

C'est dans cette étape qu'a lieu la production de froid.
Au départ, le réservoir d'ammoniac est plein et le réacteur vide (en ammoniac).
Au cours du temps, l'ammoniac contenu dans le réservoir s'écoule dans le détendeur, il diminue en pression et entre dans un état diphasique. Le fluide s'écoule ensuite dans l'évaporateur où il puise la chaleur de l'enceinte à refroidir pour s'évaporer. Le gaz produit continue son chemin vers le réacteur où il synthétise des solides {\displaystyle {\ce {S1}}}en entrant en contact avec des solide {\displaystyle {\ce {S0}}} à température ambiante.
À la fin, le réservoir est vide et le réacteur saturé en ammoniac.

#### Étape 3: phases intermédiaires concernant le réacteur

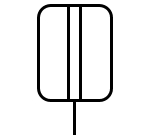
Organe utilisé lors de l'étape 3
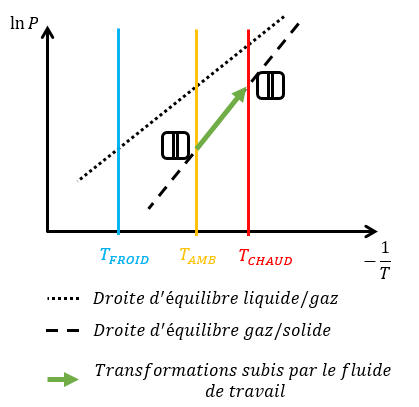
Transformation subie par le fluide de travail durant l'étape 3

- Synthèse isochore à pression croissante dans le réacteur en contact avec la source chaude, autrement dit il s'agit d'une compression thermique.

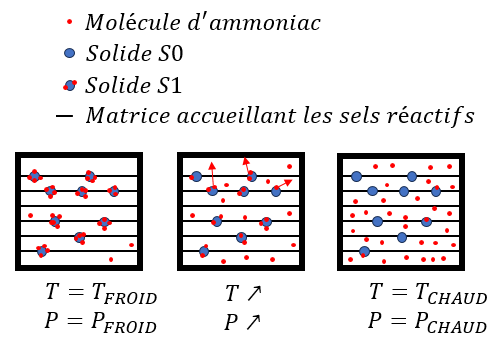
Schéma de principe de la décomposition isochore au sein du réacteur. On y remarque le lien entre la variation de pression et la décomposition. En effet, à l'état initial il y a peu de gaz dans le réacteur. A la fin de la transformation, on a fortement augmenté la quantité de gaz et donc la pression puisque le volume est constant.

Au début, le réacteur est à basse pression 
Au cours du temps, il monte en température en contact avec la source chaude. Ainsi, sa pression augmente d'après la loi de Clapeyron.
À la fin, le réacteur est à haute pression.

## Application
Ce cycle a diverses applications dans le domaine de la production de froid et du stockage d'énergie à partir de chaleur.
Cette technique pourrait s'avérer utile dans la contexte de la transition énergétique. En effet, la production de froid est aujourd'hui assurée par les machines à compression mécanique de vapeur consommatrices d'électricité, une énergie à économiser. En parallèle, la grande quantité de chaleur perdue par le secteur industriel est un gisement d'énergie qui n'est que peu exploité. Les cycles thermochimiques apportent la possibilité de produire du froid en valorisant les pertes sous forme de chaleur de l'industrie et répondent donc en partie à ces deux problématiques. 

### Réfrigération des véhicules de transport
Les cycles thermochimiques sont utilisés dans le cadre du transport de produits réfrigérés vis-à-vis de leur potentiel de stockage. En effet, les techniques développées pour les camions réfrigérés s'appuient généralement sur des machines à compression de vapeur, puisant leur énergie dans le moteur thermique du camion. Cela entraîne une surconsommation en carburant de ces camions dont les émissions en GES sont estimées à 1 % des émissions mondiales. Un système thermochimique embarqué dans le camion peut assurer la production de froid indépendamment du moteur et être rechargé en amont du trajet à partir d'énergie propre. Ces systèmes embarqués existent et sont actuellement commercialisés . Les travaux de recherche portés sur cette voie d'utilisation ont été en partie menés par le laboratoire PROMES.

### Production de froid solaire
Il est possible de coupler un système de froid thermochimique avec un système solaire thermique. Des travaux de recherche ont été menés par le laboratoire PROMES sur ces thématiques. Ils ont notamment mis en place un système de climatiseur thermochimique solaire dans l'objectif de refroidir une salle de conférence. Celui-ci utilise le couple ammoniac/chlorure de baryum dans un cycle thermochimique afin de refroidir un stock de paraffine à une température de 5°C. Cette source de froid est ensuite utilisée pour refroidir la salle grâce à un réseau d'eau.

## Autres techniques de production de froid
Sans stockage :
- Machine à compression mécanique de vapeur[8].
- Système thermoélectrique.
- Réfrigération magnétique.
- Réfrigération thermoacoustique.

Avec stockage : 
- Stockage par changement de phase.
- Stockage par air comprimé (CAES en anglais).
- Système par cycle à sorption.

## Autres utilisations des cycles thermochimiques
Les cycles thermochimiques ont d'autres applications que la production de froid. En effet, le réacteur thermochimique agit comme un compresseur thermique. C'est donc un nouvel outil disponible dans l'arsenal des organes thermodynamiques qui peut s'adapter à de nombreux cycles.
Les cycles thermochimiques actuellement utilisés ou étudiés sont les suivants :
- Cycle thermochimique pour le stockage inter-saisonnier de l'énergie solaire[9] ;
- Cycle thermochimique à cogénération de froid et d'électricité[10], dans lequel les détendeurs sont remplacés par des turbines couplées à des génératrices produisant de l'électricité ;
- cycle thermochimique pour le stockage d'énergie solaire concentrée (section Stockage de l'énergie).